# Demetrius Pinder
Demetrius Pinder (ur. 13 lutego 1989) – bahamski lekkoatleta specjalizujący się w biegu na 400 metrów, złoty medalista igrzysk olimpijskich z Londynu w sztafecie 4 x 400 m.
W 2010 zdobył srebrne medale w sztafecie 4 x 400 metrów podczas młodzieżowych mistrzostw NACAC oraz igrzysk Ameryki Środkowej i Karaibów. Bez większych sukcesów brał udział w 2011 w mistrzostwach Ameryki Środkowej i Karaibów. W marcu 2012 został w Stambule halowym wicemistrzem świata. W sierpniu 2012, wraz z kolegami z reprezentacji, został mistrzem olimpijskim w sztafecie 4 x 400 m, ustanawiając przy okazji nowy rekord Bahamów.
Medalista mistrzostw Bahamów, NCAA, CARIFTA Games oraz IAAF World Relays.

## Rekordy życiowe
- bieg na 400 metrów – 44,77 (23 czerwca 2012, Nassau)
- bieg na 400 metrów (hala) – 45,33 (12 marca 2011, College Station) rekord Bahamów
- bieg na 200 metrów – 20,23 (14 kwietnia 2012, Coral Gables)
- bieg na 200 metrów (hala) – 20,50 (3 lutego 2012, Albuquerque) rekord Bahamów
- bieg na 300 metrów – 32,05 (16 lipca, Naimette-Xhovémont) rekord Bahamów